# Leśniczówka (Turka)
Leśniczówka – część wsi Turka w Polsce, położona w województwie lubelskim, w powiecie chełmskim, w gminie Dorohusk
W latach 1975–1998 Leśniczówka należała administracyjnie do województwa chełmskiego.